# Сотня
Со́тня — військова частина і заснована на ній адміністративно-територіальна одиниця.
За княжої доби сотнею називали військову частину народного ополчення, яка спершу нараховувала 100 осіб. У XVI ст. з'явилися сотні реєстрових козаків, як підрозділи козацьких полків. У козацькому реєстрі 1649 сотні іменувалися або за назвою місцевості, або за іменем сотника.
У Козацько-Гетьманській державі XVII—XVIII ст. та на Слобідській Україні, сотня становила адміністративно-територіальну, судову й військову одиницю у складі полку. Сотні йменувалися за назвою міст та містечок, у яких перебував сотенний уряд. Кількість сотень у полках була неоднакова (від 7 до 20) й не лишалася незмінною.
Деякі сотні (особливо полкові) ділилися у XVIII ст. на 2, 3, а навіть 4 (у Ніжинському полку) сотні, які мали відповідну нумерацію. Кількість козаків у сотні, як військовій одиниці, була від кількох десятків до кількох сот (здебільшого 200 — 250; у Слобідській Україні менше). На чолі сотні стояв сотник, підпорядкований полковому урядові. Сотні пов'язані з столицями Гетьманщини (Батуринська, Глухівська) або гетьманськими маєтками («на булаву») підлягали безпосередньо гетьманові. Сотні існували також в охотницьких (компанійських і сердюцьких) полках, але їх організація мала суто військовій характер, На початку XX століття сотнями називалися підрозділи: у козацьких військах (Кубанському, Донському та ін.) Російської імперії й у козацьких державних формаціях 1918 — 20 (вони відповідали ескадронам і ротам регулярної армії); в Леґіоні Українських січових стрільців; в Армії УНР і УГА (вони ділилися на 2-3 чоти, в УГА — чота); в УПА і 1 дивізії Української Національної Армії.
Слід також згадати, що подібні військово-територіальна одиниці існували в різні часи і у різних народів — наприклад, центурія (лат. centuria — сотня), яка існувала ще за часів стародавнього Риму. Подібні одиниці існували також в Монгольській імперії та Золотій Орді. Цілком ймовірно, що обидві ці традиції вплинули на формування козацького устрою.

### Євромайдан
Під час Євромайдану поділ на сотні використовувався у Самообороні Майдану.